# Renauld de Dinechin

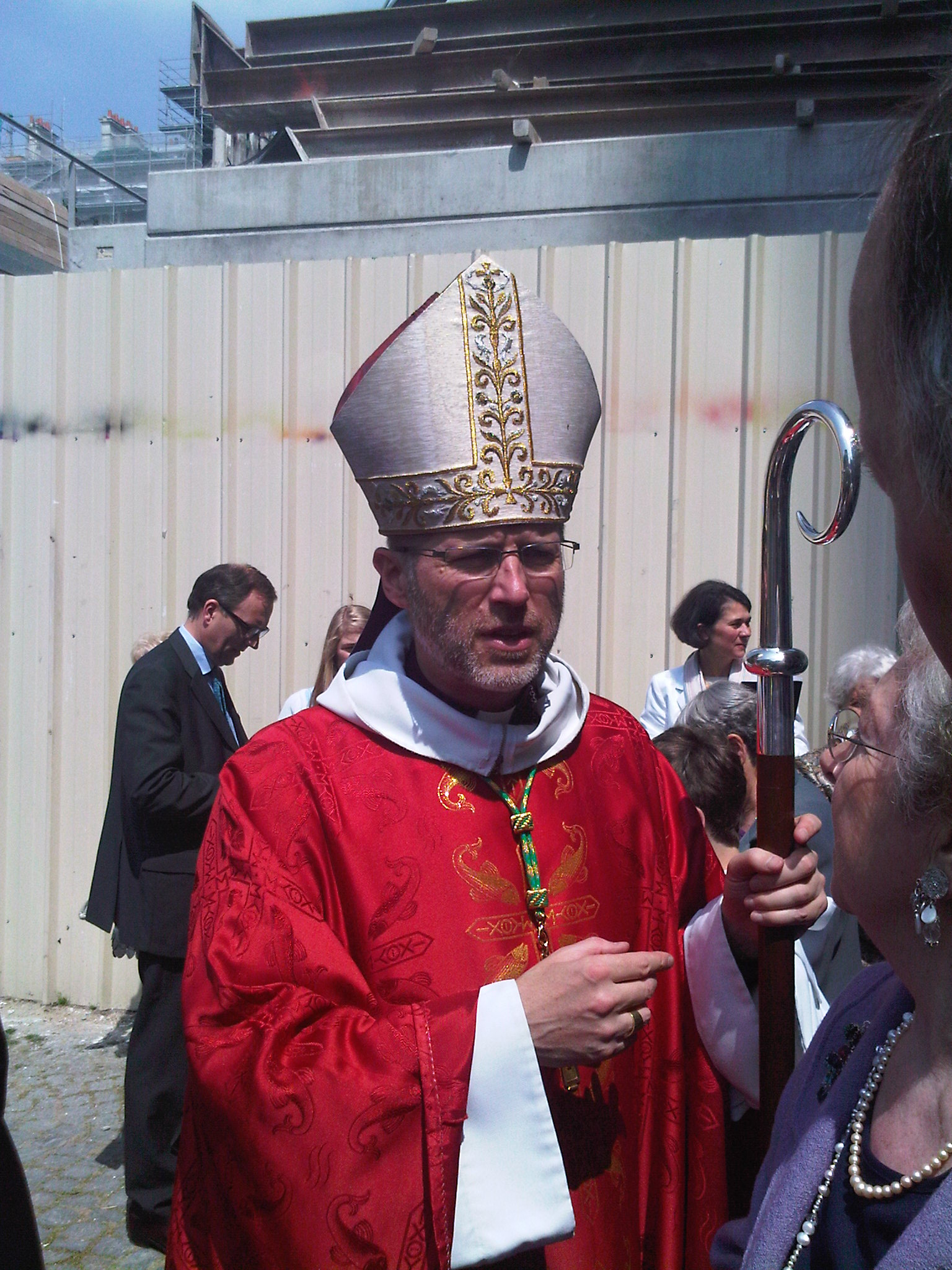
Renauld de Dinechin als Weihbischof (2010)

Wappen als Bischof von Soissons

Renauld Marie François de Dinechin (* 25. März 1958 in Lille, Frankreich) ist ein französischer Geistlicher und römisch-katholischer Bischof von Soissons.

## Leben
Renauld de Dinechin empfing am 25. Juni 1988 durch den Erzbischof von Paris, Jean-Marie Kardinal Lustiger, das Sakrament der Priesterweihe.
Am 21. Mai 2008 ernannte ihn Papst Benedikt XVI. zum Titularbischof von Macriana Minor und zum Weihbischof in Paris. Der Erzbischof von Paris, André Kardinal Vingt-Trois, spendete ihm am 5. September desselben Jahres die Bischofsweihe; Mitkonsekratoren waren der Bischof von Versailles, Éric Aumonier, der Bischof von Saint-Denis, Olivier de Berranger IdP, und der Bischof von Pontoise, Jean-Yves Riocreux, sowie der Erzbischof von Rennes, Pierre d’Ornellas.
Papst Franziskus ernannte ihn am 30. Oktober 2015 zum Bischof von Soissons. Die Amtseinführung fand am 20. Dezember desselben Jahres statt.